# Comté de Dundas (Australie-Occidentale)
Pour les articles homonymes, voir Comté de Dundas.

Le comté de Dundas est une zone d'administration locale au sud de l'Australie-Occidentale en Australie. Le comté est situé au sud de la ville de Kalgoorlie. 
Le centre administratif (chef-lieu) du comté est la ville de Norseman.
Le comté est divisé en un certain nombre de localités:
- Norseman
- Balladonia
- Caiguna
- Cocklebiddy
- Madura
- Mundrabilla
- Eucla